# Katie Barberi
Katie Barberi (Saltillo, Meksiko - 22. siječnja 1972.) meksička je glumica. Profesionalnu karijeru je započela u dobi od deset godina. Nakon što je ostvarila uspješnu karijeru u Hollywoodu počela je glumiti u latinskoameričkim telenovelama. Sudjelovala je u mnogim telenovelama kao što su Inocente de ti, Doña Bárbara i Najljepši urok.

## Filmografija
| Godina        | Naslov                       | Uloga                         |
| ------------- | ---------------------------- | ----------------------------- |
| 2010.         | Elena                        | Rebeca Santander              |
| 2009.         | Najljepši urok               | Silvana                       |
| 2008.         | Doña Bárbara                 | Cecilia Vergel                |
| 2007.         | La marca del deseo           | Digna de Santibáñez           |
| 2005.         | El amor no tiene precio      | Engracia Alexander            |
| 2004.         | Inocente de ti               | Mayte Dalmacci Rionda         |
| 2003.         | Rebeca                       | Regina Montalbán de Santander |
| 2001.         | Salomé                       | Laura                         |
| 2000.         | Carita de ángel              | Noelia                        |
| 2000.         | La casa en la playa          | Florencia Uribe               |
| 1999.         | Por tu amor                  | Miranda Narváez de Durán      |
| 1998. – 1999. | El privilegio de amar        | Paula                         |
| 1997. – 2002. | Mujer, casos de la vida real | -                             |
| 1997.         | Mi pequeña traviesa          | Pamela                        |
| 1997.         | Perdita Durango              | Stjuardesa                    |
| 1997.         | Conan                        | Visoka svećenica              |
| 1997.         | Alguna vez tendremos alas    | Isabel Ontiveros de Lamas     |
| 1995.         | Alondra                      | Rebecca Montes de Oca         |
| 1995.         | Acapulco Bay                 | Maura                         |
| 1995.         | Yaqui indomable              | -                             |
| 1991.         | FBI: The Untold Stories      | Tricia                        |
| 1991.         | Us                           | Barb                          |
| 1990.         | Appearances                  | Deanne Kinsella               |
| 1989.         | Spooner                      | Caroline                      |
| 1989.         | Not Quite Human II           | Roberta                       |
| 1988.         | Freddy's Nightmares          | Connie                        |
| 1988.         | The Bronx Zoo                | Maria DeLucci                 |
| 1988.         | Beverly Hills Buntz          | Toni                          |
| 1987.         | The Garbage Pail Kids Movie  | Tangerine                     |
| 1986.         | Ferris Bueller's Day Off     | Student ekonomije             |
| 1986.         | All Is Forgiven              | Cassie                        |
| 1986.         | Divorce Court                | Patty Getz                    |
| 1986.         | Superior Court               | -                             |
| 1986.         | The Judge                    | Amy Walsh                     |
| 1985.         | Silver Spoons                | Wanda O. Biddle               |
| 1985.         | It's Your Move               | Michelle                      |
| 1984.         | Kids Incorporated            | -                             |